# Crescent Shield
Crescent Shield est un groupe américain de heavy et power metal, originaire de Los Angeles, en Californie, actif entre 2000 et 2012. Le chanteur Michael Grant étant décédé en mai 2012, le reste des membres décide de ne pas continuer sans lui.

## Histoire
Crescent Shield est formé en 2000 en tant que projet parallèle du chanteur d'Onward Michael Grant et du guitariste de Daniel Delucie (Destiny's End). Le groupe est complété après la séparation d'Onward en 2003. Le groupe met à disposition des démos gratuitement téléchargeables en 2004.
En 2006, le groupe sort son premier album, The Last of My Kind, chez Cruz del Sur Music,,, disponible en streaming. En avril 2009, ils sortent quelques morceaux, dont Tides of Fire, sur Myspace précédant un nouvel album. le groupe sort son deuxième et dernier album, The Stars of Never Seen.
Michael Grant décède le 31 mai 2012 à l'âge de 39 ans. Le 8 juin 2012, le groupe décide de ne pas continuer sous le nom de Crescent Shield sans Michael Grant.

## Discographie
- 2006 : The Last of My Kind (Cruz del Sur Music)
- 2009 : The Stars of Never Seen (Cruz del Sur Music)